# Бертіноро
Бертіноро (італ. Bertinoro) — муніципалітет в Італії, у регіоні Емілія-Романья, провінція Форлі-Чезена.
Бертіноро розташоване на відстані близько 260 км на північ від Риму, 75 км на південний схід від Болоньї, 12 км на південний схід від Форлі.

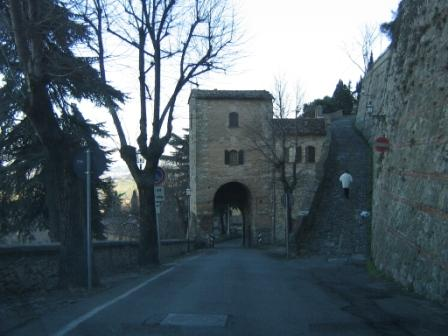

Населення — 11 165 осіб (2014). Свято покровительки міста святої Катерини відзначається 25 листопада.

## Демографія
Населення за роками:

Станом на 1 січня 2023 року в муніципалітеті офіційно проживало 807 іноземців з 59 країн, серед них 272 громадяни країн Євросоюзу та 53 громадяни України.

## Сусідні муніципалітети
- Чезена
- Форлі
- Форлімпополі
- Мельдола
- Равенна